# Adelborstknoop
De adelborstknoop of adelborststeek is een schuif-en-klemknoop waarvan de lus verstelbaar is en daarna stevig vastzit. Dit in tegenstelling tot bijvoorbeeld de paalsteek. Hij wordt gelegd als een dubbele mastworp van  het lopende part op het vaste part. 